# フェイザー (音響機器)
フェイザー (Phaser)とは、リアルタイムの音と、位相を変えた音の2つの波の干渉を利用して音色の連続的な変化を人工的に作り出すエフェクター。この原理から、かつては「フェイズシフター (フェイズ=位相をシフト=変えるもの)」とも呼ばれた。
ハモンドオルガンなどのキーボードに用いられるロータリースピーカーの効果を電子的に得る事を目的として開発されたが、結果的には異質な音色を得る機能となった(ロータリースピーカーを使用する効果を得るエフェクターは、後にヒルウッドが開発している)
効果の深さやサイクルは操作可能。
音色の変化は周期的なので、カッティング中心のギターにかける場合、周期を曲のテンポに合わせることでより深く躍動的な効果を得ることができる。そのため、一部の機種にはスイッチを数回叩くことでテンポを検出し、適切な周期に設定できる機能が備わっている。

## 使用例
- 比較的単純なバッキングを行うレゲエバンドのギタリストに好まれている。

- クイーンの楽曲「キラー・クイーン」のギターやピアノにも使用されている。
- ガッチャマンの歌：ギターのカッティングにフェイザーがかけられている。
- ヴァン・ヘイレンの初期の作品に多く登場する。MXRのPHASE90はエドワード・ヴァン・ヘイレンのサウンドの肝とも言われた。

## フェイザーとフランジャーの違い
フェイザーとフランジャーは、どちらも原音と変化させた信号とを干渉させる点で同じであり、LFOによってうねりが与えられる点も似ており、その音色もまた似ている。しかし、根本となる原理は異なる。
- フェイザーは、原音と、オールパスフィルタによって位相を変えた信号とを干渉させる。例えば位相が相互に180°(πラジアン)反転した周波数帯域の音は、出力が0になる。
- フランジャーは、原音と、遅延回路を通した信号(遅延時間が極めて短い場合)とを、干渉させる。

これによって、フェイザーによる周波数特性のディップは、ノッチフィルタ状になるが、フランジャーによる周波数特性のディップは、周期的なコムフィルタ状になる。複数段のオールパスフィルタを使ったフェイザーの場合は、複数のディップのある周波数特性にもなるが、これも原理的にはフェイザーに他ならない。